# I'm Coming (versión de Tove Lo)
«I'm Coming» es una canción de la artista sueca Tove Lo, a su vez versión en inglés del sencillo en sueco Jag Kommer, compuesta en 2011 por la cantante Veronica Maggio como parte de su tercer álbum de estudio Satan i gatan. La versión de Lo tuvo el soporte de Spotify, que buscó la versión para incluirla en su playlist "Studio It's Hits". A su vez, la canción se incluyó en el relanzamiento, ampliado con nuevas canciones y varios remixes, de su disco de 2019 Sunshine Kitty.

## Trasfondo
En una publicación de Instagram, Lo declaró que la canción "es especial para mí porque es mi versión en inglés de una de mis canciones suecas favoritas de todos los tiempos, Jag Kommer, de la reina [Veronica Maggio]. Es la banda sonora a tantos de mis recuerdos. Siempre me ha impresionado mucho la forma en que Veronica habla con palabras. Nunca podría escribir en sueco como ella puede. Es la mezcla perfecta de poética, "romance cotidiano" y hacer el verano sueco. El tiempo se siente épico y melancólico a la vez". También expresó que llevar a cabo dicha versión "fue un desafío genial" pues la traducción y adaptación fue "algo tan cercano a mi corazón", agradeciendo el trabajo de su banda para conseguir que el sonido y la grabación, en los estudios de Spotify en la capital sueca, "fuera perfecta".

## Composición
I'm Coming es una canción de ritmo synth-pop, pop y electropop, criticada como "elegante", "pegadiza" y "brillante" con un ritmo "palpitante". Según Angie Martoccio de Rolling Stone, la versión es "ideal para la pista de baile". La canción presenta referencias a las canciones más antiguas de Lo con los "uh oh's" de Habits (Stay High) en el fondo y parte del mensaje transmitido en su otro sencillo Not on Drugs.

## Posición en listas
| Listas (2020)                     | Posición más alta |
| --------------------------------- | ----------------- |
| Noruega (VG-lista)                | 34                |
| Nueva Zelanda (Recorded Music NZ) | 35                |
| Suecia (Sverigetopplistan)        | 12                |
| Suecia (Svenskt Topp 20)          | 9                 |